# Un granchio a secco
Un granchio a secco (Family Affairs) è un cortometraggio muto del 1922 prodotto, interpretato e diretto da Ben F. Wilson.

## Produzione
Il film fu prodotto dalla Radio Comedies, una piccola compagnia condotta da Ben F. Wilson, attiva solo nel 1922, anno in cui produsse quattro pellicole di cui Un granchio a secco è la prima. Tutti i film furono diretti dallo stesso Wilson e interpretati da Cecil Spooner, nota attrice teatrale femminista.

## Distribuzione
Il film uscì nelle sale cinematografiche statunitensi l'11 settembre 1922, distribuito dalla Federated Film Exchanges of America. In Italia venne distribuito dalla Unity nel 1926.